# Fantasia 2000
Fantasia 2000 (bra/prt: Fantasia 2000) é um filme estadunidense de 1999, dos gêneros animação, e musical e fantasia, dirigido por James Algar, Gaëtan Brizzi, Paul Brizzi, Hendel Butoy, Francis Glebas, Eric Goldberg e Pixote Hunt. Trata-se de uma sequência de Fantasia, de 1940 e, como ele, tem sete segmentos animados contendo música clássica. O único segmento presente nos dois filmes é O Aprendiz de Feiticeiro. A trilha sonora do filme foi executada pela Orquestra Sinfônica de Chicago pelo condutor musical James Levine. Um grupo de atores e atrizes conhecidas como Steve Martin, Bette Midler, James Earl Jones, Quincy Jones e Angela Lansbury, fazem uma introdução em cada segmento com imagens em live-action.
Roy E. Disney primeiramente pensou em uma sequencia de Fantasia no ano de 1974, mas a produção só começou em 1990. O filme possui sequencias animadas em que foram usadas imagens geradas por computador diferentemente da animação a mão usada em 1940. Peter Schickele trabalhou com Levine em cada segmento musical que aparece no filme.
Fantasia 2000  teve sua estreia no Carnegie Hall nos EUA em 17 de Dezembro de 1999, seguido de um lançamento exclusivo para IMAX de 1 de Janeiro a 30 de Abril de 2000.

## Sinopse
Fantasia 2000 é dividido em 8 segmentos, assim como o filme de 1940:

### Sinfonia n.º 5
É um segmento ao som da música de Ludwig van Beethoven, onde são mostradas imagens abstratas bastante coloridas e semelhantes a formas geométricas. O segmento se inicia com o maestro regendo a orquestra.

### Pinheiros de Roma
É um segmento ao som da música de Ottorino Respighi, este segmento deveria falar sobre pinheiros crescendo em ruínas de Roma, mas a Disney decidiu colocar no lugar das ruínas de Roma, pedras cobertas de musgo e algas; no lugar de Roma, o mar, e no lugar dos pinheiros, baleias voando e saltitando, esse foi o primeiro segmento da Disney todo em 3-D.

### Rhapsody in Blue
Rapsódia em Azul; É um segmento ao som da música de George Gershwin, onde se mostram pessoas ansiando realizar seus sonhos na Nova York nos anos 30.

### Concerto de Piano N.º 2
É um segmento ao som da música de Dmitri Shostakovich, conta o clássico de Hans Christian Andersen "O Soldadinho de Chumbo".

### O Carnaval dos Animais
É um segmento ao som da música de Camille Saint-Saëns, mostra como é o carnaval dos animais. Apesar do nome, em todo o segmento, são mostrados flamingos brincando de ioiô e dançando.

### O Aprendiz de Feiticeiro
É o retorno do principal segmento de Fantasia, já que os produtores de Fantasia 2000 não conseguiam imaginar Fantasia sem o aprendiz. Ao som da música clássica de Paul Dukas, vemos a história do Mickey Mouse como aprendiz de feiticeiro que rouba o chapéu mágico de seu mestre Yen Sid, faz as estrelas explodirem em fogos de artifício e acaba criando grandes confusões com as vassouras mágicas.

### Marchas de Pompa e Circunstância
Pompa e Circunstância; É um segmento onde vemos o Pato Donald interpretando um ajudante de Noé, com sua namorada Margarida.

### O Pássaro de Fogo
Inspirado em um conto russo, é um seguimento no qual o espírito da primavera fica frente a frente com o pássaro de fogo. Este segmento é acompanhado pela composição homônima de Igor Stravinski, e conclui essa versão de Fantasia, com uma mensagem sobre vida, morte e ressurreição.

### Bilheteria
Segundo o site Box Office Mojo, Fantasia 2000 arrecadou nos cinemas $90,874,570 ($60,655,420 nos EUA/Canadá e $30,219,150 nos outros países).